# Glen Adams
Pour les articles homonymes, voir Adams.
Glen Adams (né Glenroy Phillip Adams en 1945, décédé le 17 décembre 2010) est un musicien, compositeur, arrangeur, ingénieur du son et producteur jamaïcain, habitant depuis le milieu des années 1970 à Brooklyn.
Il a notamment écrit les paroles du titre M. Brown des Wailers.